# Dooble
Dooble是一个自由、开放源代码的网页浏览器，其主要目的之一是为了维护其用户的隐私和安全。目前，Dooble支持FreeBSD、Linux、Mac、OS/2和Windows。Dooble采用Qt开发，故可以在Qt支持的所有平台上运行。